# PGC 1396776
LEDA/PGC 1396776 ist eine Galaxie im Sternbild Jungfrau auf der Ekliptik. Sie ist schätzungsweise 333 Millionen Lichtjahre von der Milchstraße entfernt. Im selben Himmelsareal befinden sich u. a. die Galaxien NGC 5171, NGC 5176, NGC 5178, NGC 5179.